# Маккой, Керри
Керри Маккой (англ. Kerry McCoy; род. 2 августа 1974, Риверхед, Штат Нью-Йорк, США) — американский борец вольного стиля, серебряный призёр чемпионата мира (2003), трёхкратный чемпион Америки (1993, 2000, 2003) и четырёхкратный победитель Кубка мира (1999, 2000, 2002, 2003).